# SN 2009bd
SN 2009bd – supernowa typu Ia odkryta 17 marca 2009 roku w galaktyce A091434+5110. W momencie odkrycia miała maksymalną jasność 20,00m.